# Армстронг, Харрисон
Ха́ррисон А́рмстронг (англ. Harrison Armstrong; род. 19 января 2007, Ливерпуль, Северо-Западная Англия) — английский футболист, выступающий на позиции центрального полузащитника. Игрок клуба «Эвертон».

## Клубная карьера
Армстронг родился в Западном Дерби, одном из районов Ливерпуля. Является воспитанником футбольного клуба «Эвертон». Присоединился к академии клуба в возрасте пяти лет и прошёл все стадии обучения вплоть до основной команды. В сезоне 2023/2024 из команды U18 был переведён в команду U21 в связи с продемонстрированным прогрессом. В июле 2024 года подписал свой первый профессиональный контракт, срок которого составил 3 года.
В первом туре сезона 2024/2025 попал в заявку на матч против «Брайтон энд Хоув Альбион». 24 августа 2024 года Армстронг дебютировал в Премьер-лиге в поединке против «Тоттенхэм Хотспура», выйдя на замену на 90-й минуте матча вместо Идриссы Гейе.
3 февраля 2025 года на правах аренды до конца сезона 2024/25 перешёл в «Дерби Каунти», предварительно продлив контракт с «Эвертоном» до 2028 года.

## Статистика выступлений

### Клубная статистика
| Выступление      | Выступление      | Выступление      | Лига | Лига | Кубок | Кубок | Кубок лиги | Кубок лиги | Итого | Итого |
| Клуб             | Лига             | Сезон            | Игры | Голы | Игры  | Голы  | Игры       | Голы       | Игры  | Голы  |
| ---------------- | ---------------- | ---------------- | ---- | ---- | ----- | ----- | ---------- | ---------- | ----- | ----- |
| Эвертон          | Премьер-лига     | 2024/25          | 3    | 0    | 1     | 0     | 2          | 0          | 6     | 0     |
| Эвертон          | Премьер-лига     | 2025/26          | 0    | 0    | 0     | 0     | 0          | 0          | 0     | 0     |
| Эвертон          | Итого            | Итого            | 3    | 0    | 1     | 0     | 2          | 0          | 6     | 0     |
| → Дерби Каунти   | Чемпионшип       | 2024/25          | 15   | 1    | 0     | 0     | 0          | 0          | 15    | 1     |
| → Дерби Каунти   | Итого            | Итого            | 15   | 1    | 0     | 0     | 0          | 0          | 15    | 1     |
| Всего за карьеру | Всего за карьеру | Всего за карьеру | 18   | 1    | 1     | 0     | 2          | 0          | 21    | 1     |